# Zdeněk Janda (telegrafista)
Zdeněk Janda (15. ledna 1912 Trojanovice – 12. ledna 1943 Biskajský záliv) byl český policista, palubní telegrafista 311. československé bombardovací perutě a oběť druhé světové války.

## Život

### Před druhou světovou válkou
Zdeněk Janda se narodil 15. ledna 1912 v Trojanovicích u Frenštátu pod Radhoštěm v rodině kolářského mistra. Otec mu padl v roce 1916 na ruské frontě první světové války. Vychodil obecnou a měšťanskou školu a vyučil se strojním zámečníkem. Prezenční vojenskou službu absolvoval mezi lety 1932 a 1933 v Novém Mestě nad Váhom a Trnavě na pozici telegrafisty, v jejím rámci byl frekventantem poddůstojnické školy. Po skončení služby pracoval jako řidič, v roce 1937 pak začal studovat na policejní škole v Brně. Po ukončení studií byl umístěn do Fulneku, během všeobecné mobilizace na podzim 1938 v Ostravě.

### Druhá světová válka
Po německé okupaci během čerpání řádné dovolené opustil Zdeněk Janda 23. června 1939 ilegálně Protektorát Čechy a Morava a přes Polsko se dostal do Francie, kde od 1. srpna do 28. října 1939 působil v cizinecké legii. Následně byl 26. září zařazen do jednotek československé armády v zahraničí a zúčastnil se obrany Francie. Po jejím pádu v červnu 1940 byl evakuován do Spojeného království, kde zařazen do zde zřízené Československé smíšené brigády jako telegrafista. Dne 17. srpna 1940 byl převelen k letectvu a zařazen k 311. československé bombardovací peruti jako palubní radiotelegrafista a střelec. Po prodělání patřičného výcviku absolvoval 22. dubna 1942 první operační let, jehož úkolem bylo bombardování přístavu Le Havre. Se svou posádkou poté absolvoval dalších čtyřicet operačních letů. Dne 12. ledna 1943 vystartoval jeho stroj Vickers Wellington Mk.Ic DV799 KX-Z k hlídkovému protiponorkovému letu na Biskajský záliv, během kterého byl v 16.35 hodin sestřelen německým stíhacím letounem Focke-Wulf Fw 190 řízeném Leopoldem Groissem. Těla posádky moře nevyplavilo. Dosáhl hodnosti rotmistra.

## Ocenění

### Vyznamenání
- 1942 Československá medaile Za chrabrost před nepřítelem

### Posmrtná cenění
- V roce 1991 byl Zdeněk Janda in memoriam povýšen do hodnosti podplukovníka